# Gudrun Theuerkauff
Gudrun Theuerkauff z dpmu Vorbrich (ur. 8 kwietnia 1937 w Szczecinie) – niemiecka florecistka, brązowa medalistka olimpijska.
Na igrzyskach olimpijskich w Rzymie w 1960 roku była czwarta drużynowo. Na rozgrywanych cztery lata później igrzyskach olimpijskich w Tokio razem z Heidi Schmid, Rosemarie Scherberger i Helgą Mees zdobyła brązowy medal w zawodach drużynowych. Brała też udział w igrzyskach olimpijskich w Meksyku (1968) i igrzyskach w Monachium (1972) gdzie drużynowo była piąta.
Nie zdobyła medalu mistrzostw świata.
Jej mężem był Jürgen Theuerkauff.